# HTTP pipelining
HTTP pipelining (переводится как Конвейерная обработка HTTP) — технология, которая позволяет передавать на сервер сразу несколько запросов в одном соединении, не ожидая соответствующих ответов. Конвейерная обработка поддерживается только в HTTP/1.1, но не в 1.0.
Браузер Microsoft Internet Explorer не поддерживает HTTP pipelining, а в Mozilla Firefox она по умолчанию отключена.

## Положительное действие
Включение HTTP pipelining должно увеличить скорость загрузки страниц на медленных каналах и уменьшить количество TCP/IP пакетов, то есть нагрузку на сеть. Наибольшую выгоду от Pipelining получат те, у кого время отклика составляет существенную часть от общего времени коннекта (это спутниковый Интернет, DSL и Dial-Up).

## Отрицательное действие
Pipelining существенно повышает нагрузку на сервер, что может привести к DoS. Поэтому использование незнакомыми с принципами pipelining пользователями[кем?] (например, с помощью Fasterfox для Firefox) не рекомендуется.
Поскольку ответы сервер должен давать в строго той же последовательности, как получались запросы, один затормозивший запрос тормозит все последующие в «пачке». Этого не будет при отдаче статики — но она и так кешируется.